# Olkamangi
Olkamangi (finskspråkig namnform: Olkamanki) är en by i nordligaste delen av Övertorneå kommun, intill gränsen till Pajala kommun. Olkamangi ligger mellan Aapua och Jarhois, men en större väg finns det endast mellan Olkamangi och Jarhois. Ån Pentäsjoki flyter förbi Olkamangi.
Olkamangi etablerades 1758 vid sjön Olkamangijärvi. Samma år grundlades till exempel Kainulasjärvi och Ylinenjärvi. Det var under den tiden då skogslandet koloniserades och många byar uppstod. På grund av en period av fred ökade befolkningen i Torne älvs dalgång vilket ledde till att det inte längre fanns ledig odlingsbar mark i dalgången. Staten uppmuntrade då nykolonisation i skogslandet genom skattebefrielse i upp till 40 år för nybyggena.  Ofta valdes platser där man sedan tidigare hade sjöfiskevisten.
Vid folkräkningen den 31 december 1890 bodde det 60 personer i Olkamangi (registrerat som Olkamanki). I november 2016 fanns det enligt Ratsit 35 personer över 16 år registrerade med Olkamangi som adress.